# Östergötlands runinskrifter 66
Runinskrift Ög 66 är ristad på en runsten vid Bjälbo kyrka i Bjälbo socken och Mjölby kommun i Östergötland. Ytterligare en runsten, Ög 64, står här på kyrkogården. Vid kyrkan har även den nu försvunna Ög 65 funnits.

## Stenen
Stenen som upptäcktes i den gamla sockenstugans husgrund fritogs och står nu likt en monumental pelare utmed en grusad gångväg på kyrkogården. 
Materialet är granit, höjden är hela 4 meter, bredden 70 cm och tjockleken 45 cm. Ristningen består av en enkel ormslinga med runor och dess övre del är krönt med ett kristet ringkors.
Eftersom den är huggen med danska runor, så tror man att Styvjad kom från Danmark. Den översatta inskriften följer nedan:
Enligt historiken Fredrik Ousbäck är stenen rest av Birger jarls förfader Ingevald Folkesson. Enligt Ousbäck syftar namnet Spialbode på den man som senare kallats Folke Filbyter. Detta pga av en felaktig översättning från runor till latinska bokstäver.

## Inskriften
Translitterering av runraden:
: ikiualtr : ristþi : stin : þisi : eftiʀ : stufialt : bruþur : sin : suain : halkuþan : sun sbialbuþa : it : inik : ant
Normalisering till runsvenska:
Ingivaldr ræisti stæin þennsi æftiʀ Styfiald, broður sinn, svæin allgoðan, sun Spiallbuða. Hæit inni'k ænt.
Översättning till nusvenska:
Ingevald reste denna sten efter Styvjald, sin broder, en förträfflig yngling, son till Spialbode till ätten, men jag fulländade den.